# Mezinárodní filmový festival v San Sebastiánu
Mezinárodní filmový festival v San Sebastiánu je nejprestižnější španělský filmový festival, který se od roku 1953 každoročně koná v San Sebastiánu. Festival se tradičně koná na podzim, v září. Patří (podobně jako Mezinárodní filmový festival Karlovy Vary) do kategorie A mezinárodní producentské organizace FIAPF a tedy mezi nejvýznamnější světové filmové festivaly.

## Historie
Festival se koná od roku 1953. Odehrála se zde například světová premiéra slavného filmu Vertigo režiséra Alfreda Hitchcocka (který byl osobně přítomen), světová premiéra filmu Melinda a Melinda režiséra Woodyho Allena či evropská premiéra filmu Hvězdné války režiséra George Lucase.
Mezi významné hosty, kteří festival navštívili, patří Gregory Peck, Elizabeth Taylorová, Audrey Hepburnová, Robert De Niro, Meryl Streepová, Richard Gere, Michael Douglas, Catherine Zeta-Jonesová, Mel Gibson, Demi Moore, Naomi Wattsová či Brad Pitt. Byl to první filmový festival, kterého se zúčastnil režisér Roman Polanski. Festival znamenal významný mezník v kariéře režisérů Francise Forda Coppoly a Pedra Almodóvara.

## Sekce
Filmy účastnící se festivalu jsou rozděleny do několika sekcí. V hlavní sekci soutěží nové filmy, které se doposud neúčastnily jiného festivalu, o hlavní ceny. Ve vedlejších sekcích je pak možno vidět například výběr španělských filmů, které měly premiéru v příslušném roce, výběr latinskoamerických filmů, které ještě neměly premiéru ve Španělsku, výběr baskických filmů, výběr filmů vztahujících se k vybranému tématu a podobně.

## Ocenění
Mezinárodní porota uděluje následující ceny:
- Zlatá mušle pro nejlepší film
- Zvláštní cena poroty
- Stříbrná mušle za nejlepší režii
- Stříbrná mušle za nejlepší mužský herecký výkon
- Stříbrná mušle za nejlepší ženský herecký výkon
- Cena poroty za nejlepší kameru
- Cena poroty za nejlepší scénář